# OpenWindows
OpenWindows — оконная среда для рабочих станций Sun Microsystems, которая поддерживала протоколы SunView, NeWS и X Window System. OpenWindows включалась в поздние версии операционной системы SunOS и SunOS Solaris до тех пор, пока не была заменена на CDE и GNOME 2.0 в Solaris 9.
Оконная среда OpenWindows отвечала спецификации OPEN LOOK.
Несмотря на название, OpenWindows не имеет ничего общего с Microsoft Windows.

## История
OpenWindows 1.0 была выпущена в 1989 году как дополнение к SunOS 4.0 по отдельной лицензии, заменив оконную среду SunView (ранее — SunTools). Основой среды являлся сервер «xnews», гибридный оконный сервер, который поддерживал приложения для X11 и NeWS. Также сервер мог отображать приложения SunView, однако эта возможность поддерживалась не полностью. Начиная с SunOS 4.1.1 (1990 год) OpenWindows 2.0 была включена в состав операционной системы.
Solaris 2.0 включала OpenWindows 3.0.1. Начиная с Solaris 2.3 в конце 1993 года, Sun переключилась на версию X11R5. Оконная среда тоже называлась OpenWindows (версия 3.3), но реализация протокола NeWS была убрана, вместо неё появилась реализация Display PostScript. Приложения SunView больше не поддерживались. Графический интерфейс базировался на OPEN LOOK. В Solaris 7 была включена среда OpenWindows 3.6.1 с сервером X11R6.4.
В 1993 году Sun и другие крупные поставщики операционных систем UNIX сформировали альянс COSE с целью дальнейшей стандартизации своих версий UNIX. Альянс выбрал Motif в качестве эталона для графического интерфейса. Sun заявила о замене OpenWindows в пользу новой графической среды, которую назвали CDE.
Последней версией OpenWindows стала 3.6.2, включённая в Solaris 8.